# Mark Lombardi
Mark Lombardi, född 23 mars 1951 i Syracuse, New York, död 22 mars 2000 i New York, var en amerikansk neo-konceptuell konstnär specialiserad inom grafiska verk som dokumenterade påstått ekonomiskt och politiskt maktmissbruk. 

## Biografi
Lombardi föddes i Manlius strax utanför Syracuse, New York. År 1973 ledde han förberedelserna inför konstutställningen Teapot Dome to Watergate: ett multimediakollage vilket fokuserade på amerikanska offentliga skandaler. Collaget motiverades av den då pågående Watergateskandalen. Han studerade konsthistoria vid Syracuse University och avlade år 1974 sin filosofie kandidatexamen. 
År 1975 anlitades Lombardi som assisterande kurator på Contemporary Arts Museum i Houston i Texas av direktör James Harithas, tidigare chef för Everson Museum. Lombardi arbetade där fram till 1976 och öppnade samtidigt ett litet konstgalleri, Square One, i Houston. Senare blev han arbetade han bland annat som referensbibliotekarie på konstavdelningen i Houston Public Library, startade ett regionalt konstnärsarkiv, samt skrev två böcker. Den ena boken handlade om drogkrig och den andra om den försummade och bortglömda konstgenren panoramabilder.
Under denna tid målade Lombari också abstrakt konst som en hobby vid sidan av sin karriär. Hans målningar var inte de verk han blev uppmärksammad för.
Sex år före sin död ägnade Lombardi sig åt att koppla analysdiagram till brotts- och konspirationsnätverk, vilka han blev mest känd för. I början av 1990-talet började han forska i den tidens skandaler såsom BCCI-skandalen, Harken Energy-skandalen och Savings and Loan-skandalen. Under denna analys samlade han ihop tusentals registerkort som han förde samman till fysiska konturer vilka han senare presenterade i handritade diagram.
Andra ämnen som intresserade Lombardi och vilka hans arbeten också innefattar:
- Chicago Outfit
- Meyer Lansky
- P2 konspiration , Michele Sindona, Roberto Calvi
- World Finance Corporation
- Nugan Hand Ltd.
- Gerald Bull, Project Babylon, Space Research Corporation
- Iran-Contra, Lake Resources of Panama and Oliver North
- Global International Airways and Indian Springs State Bank
- Den Banca Nazionale del Lavoro, Ronald Reagan, Margaret Thatcher och beväpningen av Saddam Hussein
- Charles Keating, Lincoln Savings (ett dotterbolag till amerikanska Continental Corporation)
- BCCI och ICIC
- Harken Energy-skandalen, George W. Bush, James R. Bath, och Jackson T. Stephens
- Hans Kopp, Shakarchi Trading A
- United Press International och dess försök till övertagande av Pat Robertson med hjälp av Beurt Servaas.
- Jackson T. Stephens, The Lippo Group, och Bill Clinton; också, Clinton, the Lippo Groupp och China Ocean Shipping Co.

Som frånskild i oktober 1996 flyttade Lombardi till Williamsburg, Brooklyn på uppmaning av sin vän Fred Tomaselli. Där deltog han vid grupputställningen Selections: Winter 1997 på Drawing Center. Följt av två ytterligare utställningar: Silent Partners, som visades i november 1998 på Pierogi 2000 i Brooklyn, och Vicious Circles, som visades 1999 på Devon Golden Gallery i Chelsea. Den senare var ett verk baserat på Jonathan Kwitnys bok med samma namn som behandlade maffiainblandningen i legitima kommersiella marknader. Han deltog också i ytterligare en grupputställning, Greater New York: New Art i New York Now  i februari 2000 på PS 1 konstgalleri.
Dagen innan han dog i mars 2000 flyttade Lombardi allt sitt arbete till Pierogi 2000. Han spikade sedan igen sin lägenhet från insidan och hängde sig dagen före sin födelsedag; tre år efter att han flyttat till Williamsburg.